# ほ座ガンマ星
ほ座γ星（ほざガンマせい）は、ほ座の恒星で2等星。

## 特徴
ほ座γ星は、少なくとも6つの星からなる重星である。そのうち、2等星のほ座γ2（ほ座γ A）は、ウォルフ・ライエ星（10 太陽質量 (M☉) 、元々は40 M☉）のAaと青色超巨星（30M☉）Abの2つの恒星が重力相互作用している連星である。この連星の軌道周期は78.5日で、1.2 天文単位 (au) 以上離れた軌道で互いを周回している。γ星Aaは、その猛烈な恒星風によって自らの外層を吹き飛ばしてしまったため、水素・ヘリウムからなる核が剥き出しの状態になっている。周囲に物質を放出し続けた結果、元々太陽の40倍の重さだったものが、10倍まで減ってしまったものと考えられている。ウォルフ・ライエ星は、窒素が多いWN型、炭素が多いWC型、酸素が多いWO型に分けられるが、AaはWC8型に属する。有効温度は57,000 - 70,000Kと高温で、光度は太陽の約100,000倍である。このウォルフ・ライエ星は、毎年、太陽質量の10-5のオーダーの質量を失い続けている。
ほ座γ1（ほ座γ B）は、青色巨星の4等星で、Aa・Abの連星から41.2" 離れているため、容易に双眼鏡で分離することができる。この星はA星系から少なくとも15,000 au離れていると見られる。2018年に公開されたガイア計画の第2回データリリースの年周視差によれば、太陽系からの距離は約920光年となる。
Aから60.9″離れて見えるCは、スペクトル分類A型、見かけの等級+7.4等とA、Bと比べて暗い。Aから93.9″離れたところにA型スペクトルの+9.4等のDがある。+12.8等のEは、Dから1.6″離れて見える。

## 名称
アラビア語ではスハイル・アル＝ムフリフ（سهيل المحلف, Suhayl al-Muḥlif ないしは Suhail al-Muḥlif、英字表記例：Suhail al-Muhlif）と呼ばれる。これは「誓約のスハイル」という意味である。「スハイル」が意味するものとしては「輝いているもの」、「栄光あるもの」、「美しいもの」などの説がある。単にスハイル (Suhail) とも呼ばれたが、これは同じほ座のλ星の固有名として国際天文学連合が認証している。
また、Regor（レゴール）という通称でも呼ばれる。これはアポロ1号の搭乗員であった宇宙飛行士、ガス・グリソムが名付けたもので、同じくアポロ1号の搭乗員であったロジャー・チャフィーの"Roger"の綴りを逆さにしたものである。